# Llista de videojocs de Mario
Aquí hi ha una llista de videojocs de Mario, classificat per gèneres i ordenat per any de llançament dins d'una mateixa secció.

## Jocs de plataforma

### SèrieSuper Mario
- Donkey Kong (2D) - Arcade
- Mario Bros. (2D) - Arcade
- Super Mario Bros. (2D) - NES/FDS
- Super Mario Bros.: The Lost Levels (2D) - FDS
- Super Mario Bros. 2 (2D) - NES/FDS
- Super Mario Bros. 3 (2D) - NES
- Super Mario Land (2D) - Game Boy
- Super Mario World (2D) - SNES
- Super Mario Land 2: 6 Golden Coins (2D) - Game Boy
- Super Mario 64 (3D) - N64
- Super Mario Sunshine (3D) - GameCube
- New Super Mario Bros. (2,5D) - NDS
- Super Mario Galaxy (3D) - Wii
- New Super Mario Bros. Wii (2,5D) - Wii
- Super Mario Galaxy 2 (3D) - Wii
- Super Mario 3D Land (3D) - 3DS
- New Super Mario Bros. 2 (2,5D) - 3DS
- New Super Mario Bros. U (2,5D) - Wii U
- Super Mario 3D World (3D) - Wii U
  - Super Mario 3D World + Bowser's Fury (3D) - Switch
- Super Mario Odyssey (3D) - Switch
- New Super Mario Bros. U Deluxe (2,5D) - Switch
- Super Mario Bros. Wonder (2,5D) - Switch

### Seqüeles
- Donkey Kong Jr. - Arcade
- Wario Land: Super Mario Land 3 - Game Boy
- Super Mario World 2: Yoshi's Island - SNES
- Luigi's Mansion - GameCube, 3DS
- Super Princess Peach - NDS
- Yoshi's Island DS - NDS
- Luigi's Mansion 2 - 3DS
  - Luigi's Mansion 2 HD - Switch
- Luigi's Mansion 3 - Switch
- Princess Peach: Showtime! - Switch

### SèrieMario vs. Donkey Kong
- Donkey Kong[Nota 1] - Game Boy
- Mario vs. Donkey Kong - GBA/Switch
- Mario vs. Donkey Kong 2: March of the Minis - NDS
- Mario vs. Donkey Kong: Minis March Again - DSiWare
- Mario and Donkey Kong: Minis on the Move - 3DS
- Mario vs. Donkey Kong: Tipping Stars - 3DS/Wii U
- Mini Mario & Friends: amiibo Challenge - 3DS/Wii U

### "Remakes" de jocs de plataformes
- Kaette Kita Mario Bros. - NES
- All Night Nippon: Super Mario Bros. - FDS
- Super Mario All-Stars - SNES
- BS Super Mario USA Power Challenge - Satellaview
- Super Mario Bros. Deluxe - GBC
- Super Mario Advance - GBA
- Super Mario World: Super Mario Advance 2 - GBA
- Yoshi's Island: Super Mario Advance 3 - GBA
- Super Mario Advance 4: Super Mario Bros. 3 - GBA
- Super Mario 64 DS - NDS
- Yoshi's New Island - 3DS
- Yoshi's Woolly World - Wii U
- Poochy & Yoshi's Woolly World - 3DS
- Yoshi's Crafted World - Switch

## Jocs RPG

### Original
- Super Mario RPG: Legend of the Seven Stars - SNES/Switch

### Paper Mario
- Paper Mario - N64
- Paper Mario: The Thousand-Year Door - GameCube/Switch
- Super Paper Mario - Wii
- Paper Mario: Sticker Star - 3DS
- Paper Mario: Color Splash - Wii U
- Paper Mario: The Origami King - Switch

### Mario & Luigi
- Mario & Luigi: Superstar Saga - GBA
  - Mario & Luigi: Superstar Saga + Bowser's Minions - 3DS
- Mario & Luigi: Partners in Time - NDS
- Mario & Luigi: Bowser's Inside History - NDS
  - Mario & Luigi: Bowser's Inside Story + Bowser Jr.'s Journey - 3DS
- Mario & Luigi: Dream Team Bros. - 3DS
- Mario & Luigi: Paper Jam Bros. - 3DS
- Mario & Luigi: Brothership - Switch

## SèrieMario Party

### Saga principal
- Mario Party - N64
- Mario Party 2 - N64
- Mario Party 3 - N64
- Mario Party 4 - GameCube
- Mario Party 5 - GameCube
- Mario Party 6 - GameCube
- Mario Party 7 - GameCube
- Mario Party 8 - Wii
- Mario Party 9 - Wii
- Mario Party 10 - Wii U
- Super Mario Party - Switch
- Mario Party Superstars - Switch
- Super Mario Party Jamboree - Switch

### Portàtils
- Mario Party-e - GBA e-Reader
- Mario Party Advance - GBA
- Mario Party DS - NDS
- Mario Party: Island Tour - 3DS
- Mario Party: Star Rush - 3DS
- Mario Party: The Top 100 - 3DS

### Arcade
- Super Mario Fushigi no Korokoro Party - Arcade
- Super Mario Fushigi no Korokoro Party 2 - Arcade
- Mario Party Fushigi no Korokoro Catcher - Arcade
- Mario Party Whirling Carnival - Arcade
- Mario Party Fushigi no Challenge World - Arcade

## Jocs d'esports

### SèrieMario Kart
- Super Mario Kart - SNES
- Mario Kart 64 - N64
- Mario Kart Super Circuit - GBA

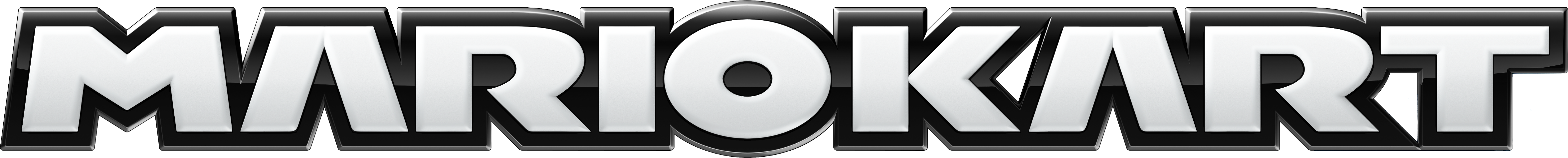
Logotip de la saga des del 2005

- Mario Kart: Double Dash!! - GameCube
- Mario Kart Arcade GP - Arcade
- Mario Kart DS - NDS
- Mario Kart Arcade GP 2 - Arcade
- Mario Kart Wii - Wii
- Mario Kart 7 - 3DS
- Mario Kart Arcade GP DX - Arcade
- Mario Kart 8 - Wii U
  - Mario Kart 8 Deluxe - Switch
- Mario Kart Arcade GP VR - Arcade
- Mario Kart Tour - iOS/Android
- Mario Kart Live: Home Circuit - Switch

### SèrieMario Golf
- Golf - NES/FDS
- Golf Japan Course - FDS
- Golf U.S. Course - FDS
- NES Open Tournament Golf - NES
- Mario Golf - N64
- Mario Golf - GBC
- Mario Golf: Toadstool Tour - GameCube
- Mario Golf: Advance Tour - GBA
- Mario Golf: World Tour - 3DS
- Mario Golf: Super Rush - Switch

### SèrieMario Tennis
- Mario's Tennis - Virtual Boy
- Mario Tennis - N64
- Mario Tennis - GBC
- Mario Power Tennis - GameCube
  - New Play Control! Mario Power Tennis - Wii
- Mario Tennis: Power Tour - GBA
- Mario Tennis Open - 3DS
- Mario Tennis: Ultra Smash - Wii U
- Mario Tennis Aces - Switch

### SèrieMario Strikers
- Mario Smash Football - GameCube
- Mario Strikers Charged Football - Wii
- Mario Strikers: Battle League Football - Switch

### SèrieMario Baseball
- Mario Superstar Baseball - GameCube
- Mario Super Sluggers - Wii

### SèrieMario & Sonic
- Mario & Sonic at the Olympic Games - Wii/NDS
- Mario & Sonic at the Olympic Winter Games - Wii/NDS
- Mario & Sonic at the London 2012 Olympic Games - Wii/3DS
- Mario & Sonic at the Sochi 2014 Olympic Winter Games - Wii U
- Mario & Sonic at the Rio 2016 Olympic Games - Wii U/3DS/Arcade
- Mario & Sonic at the Olympic Games Tokyo 2020 - Switch/Arcade

### Altres esports
- Famicom Grand Prix: F1 Race - FDS
- Famicom Grand Prix II: 3D Hot Rally - FDS
- Mario Excite Bike - Satellaview
- Mario Slam Basketball - NDS
- Mario Sports Mix - Wii
- Mario Sports Superstars - 3DS

## Jocs de puzzles

### SèrieDr. Mario
- Dr. Mario - NES/SNES/Game Boy/GBA
- Tetris & Dr. Mario - SNES
- Dr. Mario 64 - N64
- Nintendo Puzzle Collection - GameCube
- Dr. Mario Online Rx - WiiWare
- Dr. Mario Express - DSiWare
- Dr. Luigi - Wii U eShop
- Dr. Mario: Miracle Cure - 3DS eShop
- Dr. Mario World - iOS/Android

### SèrieMario's Picross
- Mario's Picross - GB
- Mario's Picross 2 - GB
- Mario's Super Picross - Super Famicom

### SèrieWrecking Crew
- Wrecking Crew - NES
- Wrecking Crew '98 - Super Famicom Nintendo Power Cartridge
- Wrecking Crew - GBA

## SèrieMario Artist
- Mario Paint - SNES
- Mario Artist: Paint Studio - N64DD
- Mario Artist: Talent Studio - N64DD
- Mario Artist: Communication Kid - N64DD
- Mario Artist: Polygon Studio - N64DD

## Miscel·lània
- Mario's Cement Factory - Game & Watch
- Mario's Bombs Away - Game & Watch
- Mario Bros. - Arcade
- Mario Bros. - Game & Watch
- Mario the Juggler - Game & Watch
- Manhole - Game & Watch
- Mario & Wario - Super Famicom
- Mario Clash - VB
- Mario no Photopi - N64
- Mario Bros.-e - GBA e-Reader
- Super Mario Ball - GBA
- Dance Dance Revolution: Mario Mix - GameCube
- Itadaki Street DS - NDS
- Boom Street - Wii
- Nintendo Land - Wii U
- Photos with Mario - 3DS
- Captain Toad: Treasure Tracker - Wii U/3DS/Switch
- NES Remix - Wii U eShop
- NES Remix 2 - Wii U eShop
- Ultimate NES Remix - 3DS
- Puzzle & Dragons: Super Mario Bros. Edition - 3DS
- Super Mario Maker - Wii U
- Super Mario Maker for Nintendo 3DS - 3DS
- Super Mario Run - iOS/Android
- Mario + Rabbids Kingdom Battle - Switch
- Super Mario Maker 2 - Switch
- Super Mario Bros. 35 - Switch
- Mario Kart Live: Home Circuit - Switch
- Game & Watch: Super Mario Bros. - Game & Watch
- Mario + Rabbids Sparks of Hope - Switch

## Jocs amb llicència de Mario
- I Am a Teacher: Super Mario Sweater[Nota 2] - FDS
- Super Mario Bros. & Friends: When I Grow Up[Nota 3] - MS-DOS
- Mario is Missing! - NES/SNES/MS-DOS/Windows/Macintosh
- Mario's Time Machine - MS-DOS
- Mario's Early Years! Fun with Numbers - SNES/MS-DOS
- Mario's Early Years! Fun with Letters - SNES/MS-DOS
- Mario's Early Years! Preschool Fun - SNES/MS-DOS
- Hotel Mario - CD-i
- Mario Teaches Typing - MS-DOS/Windows/Macintosh
- Mario Teaches Typing 2 - Windows/Macintosh
- Mario's Game Gallery (Mario's FUNdamentals) - MS-DOS/Windows/Macintosh

## Jocs cancel·lats, moguts o demos
- Donkey Kong no Ongaku Asobi (Donkey Kong's Music Play) - Famicom
- Return of Donkey Kong - NES
- Mario Takes America - CD-i
- Super Mario's Wacky Worlds - CD-i
- Mario Demo - VB
- VB Mario Land - VB
- Mario Adventure - VB
- Mario Kart Virtual Cup - VB
- Super Mario RPG 2 - N64DD (reanomenat a Paper Mario)
- Luigi's Mansion - N64 (portat a la GameCube)
- Super Mario 64 2 - N64DD
- Mario Paint 64 - N64DD (reanomenat a Mario Artist: Paint Studio)
- Yoshi Demo - GBA
- Mario Kart XXL - GBA
- Diddy Kong Pilot - GBA
- Donkey Kong Coconut Crackers - GBA (reanomenat a It's Mr. Pants, no relacionat amb Mario)
- Donkey Kong Plus - GBA/GameCube
- Super Mario 128 - GameCube/Wii
- Yoshi Touch & Go - GameCube (portat a la NDS)
- NDDEMO/Peach's Castle - GameCube
- Balloon Trip - NDS (reanomenat a Yoshi Touch & Go)
- Mario's Face - NDS
- DK Bongo Blast - Wii (reanomenat a Donkey Kong Barrel Blast)
- Super Paper Mario - GameCube (portat a la Wii)
- Super Mario Spikers - Wii
- New Super Mario Bros. Mii - Wii U
- Demo de Mario vs. Donkey Kong - Wii U

## Compilacions
- Donkey Kong Classics - NES: conté Donkey Kong i Donkey Kong Jr.
- Super Mario All-Stars - SNES: conté Super Mario Bros., Super Mario Bros.: The Lost Levels, Super Mario Bros. 2 i Super Mario Bros. 3
  - Super Mario All-Stars + Super Mario World - SNES
  - Super Mario All-Stars - 25th Anniversary Edition - Wii
- Mario's Early Years! CD-ROM Collection - MS-DOS
- Nintendo Puzzle Collection - GCN: conté Dr. Mario, Tetris Attack i Yoshi's Cookie
- New Super Mario Bros. U + New Super Luigi U - Wii U
- NES Remix Pack - Wii U: conté NES Remix i NES Remix 2
- Super Mario 3D All-Stars - Switch: conté Super Mario 64, Super Mario Sunshine i Super Mario Galaxy